# Mangrovetræ-slægten
Mangrovetræ-slægten (Rhizophora) er en slægt af stedsegrønne, mangrove-dannende træer, som er udbredt med 6 arter langs samtlige tropiske kyster. Arterne lever gerne i tidevandszonen, som dagligt bliver oversvømmet af højvandet. De har en række tilpasninger til denne vanskelige niche: Dels luftrødder, som hæver træerne ud af vandet og giver dem adgang til ilt også under højvande. Og dels en molekylær "pumpe", der gør det muligt for dem at fjerne salt fra cellernes indre. Bladene er modsat stillede, læderagtige og helrandede. Blomsterne er firetallige og bliver vindbestøvet. Den grønne, læderagtige frugt udvikler kun det ene af de to frø, som til gengæld spirer straks og danner en fuldt færdig plante, før den falder af.
| Arter |

- Rhizophora apiculata: vestlige Stillehav
- Rhizophora harrisonii: Vestafrika, Mellemamerika og Sydamerika
- Rød rhizophora (Rhizophora mangle): Vestafrika, Nord- og Sydamerika; muligvis identisk med den meget nært beslægtede stillehavsart Rhizophora samoensis
- Rhizophora mucronata: Østafrika, Indiske Ocean, Nordaustralien, Ny Guinea, Filippinerne
- Rhizophora racemosa: Vestafrika, Sydamerika
- Rhizophora stylosa: Indiske Ocean øst for Indien, Stillehavet indtil Samoa